# Carl Frederik Grove (søofficer)
 Der er flere personer med dette navn, se Carl Frederik Grove.
Carl Frederik Grove (født 28. januar 1758 i København, død 11. november 1829 sammesteds) var en dansk søofficer og admiralitetsdeputeret.

## Karriere
Grove blev sekondløjtnant i Søetaten (1776), premierløjtnant (1784), kaptajnløjtnant (1794) og kaptajn (1797), men trådte ud af officersstanden, da han i 1803 blev udnævnt til civildeputeret i Admiralitets- og Kommissariatskollegiet. I mange år og under meget vanskelige forhold beklædte han denne stilling. Sammen med Steen Bille traf han i 1807 beslutningen om at ødelægge flåden, før den faldt i englændernes hænder, og i de følgende år medvirkede han til oprettelsen af landets kanonbådsforsvar og grundlæggelsen af en ny flåde. 
I sin officerstid udmærkede Grove sig blandt andet som kortlægger, idet han i perioden 1787-1801 sammen med hærofficererne Wibe og Aubert opmålte Norges kyst fra nord for Trondheim til den svenske grænse, en strækning på over 1500 km. Kongen anerkendte dette arbejde, og de udarbejdede kort blev brugt i mange år efter. I 1786 deltog Grove i Løvenørns grønlandsekspedition, i 1801 blev han medlem af den norske Søkystdefensionskommission og i 1806 øverste direktør ved Søetatens Hospital. 
I 1811-16 var han medlem af Kanal-, Havne- og Fyrdirektionen. I 1804 fik han desuden en anden betydelig post som medlem af administrationen for Frederiksværk. 
Grove, der ved sin udnævnelse til deputeret 1803 fik opgaven som generalkrigskommissær, blev Ridder af Dannebrogordenen 1810, Dannebrogsmand 1826 og Kommandør 1828.

## Privatliv
Carl Frederik Grove var søn af departementssekretær i Admiralitetet, etatsråd Johan Christian Grove (1713-1784) og Mette, født Æreboe (1733-1789), datter af notarius publicus Rasmus Æreboe. Han var bror til Emanuel Rasmus Grove og farfar til Peter Frederik Nordahl Grove.
Den 16. december 1790 blev Grove gift med Gedske Cathrine Nordahl (1764-1827), datter af præsident i Trondheim, justitsraad Peter Tønder Nordahl og Berthe Johanne, født Fyrstenberg. 
Han er begravet på Holmens Kirkegård.
Der findes et pastelmaleri af Grove malet af Jens Juel fra 1790.